# Universidade de Vigo
A Universidade Vigo é uma universidade espanhola, com campus nas três cidades galegas de Pontevedra, Ourense e Vigo que são municípios da Espanha na comunidade autônoma da Galiza.

## História
Relativamente recente, esta instituição é um pólo de dinamismo e de saber, fruto da sua classe docente especializada.
Criada em 1989 a partir da separação da Universidade de Santiago de Compostela (USC), até aquele momento a única universidade galega, em três: a própria USC, e as novas Universidade da Coruña e Universidade de Vigo.

## Campus
A Universidade conta com três campi:
- Campus de Pontevedra, no centro da cidade.
- Campus de Vigo, em Lagoas-Marcosende, num monte a 15 kilómetros do centro da cidade.
- Campus de Ourense, no centro da cidade.

## Centros da Universidade de Vigo
- C.A.C.T.I. - Centro de Apoio Científico Tecnolóxico á Investigación
- E.T.S. de Enxenharia Florestal, em Pontevedra
- E.S. de Enxeñería Informática, em Ourense.
- E.T.S. de Engenharia Aeronáutica e Espacial, em Ourense
- E.T.S. de Enxeñeiros de Minas
- E.T.S. de Enxeñeiros de Telecomunicación
- E.T.S. de Enxeñeiros Industriais
- E.U. de Enfermería (Meixoeiro e Povisa)
- E.U. de Enfermería (Ourense)
- E.U. de Enfermería (Pontevedra)
- E.U. de Estudios Empresariais
- Faculdade de Fisioterapia, em Pontevedra
- Faculdade de Administração e Gestão Pública, em Pontevedra
- Faculdade de Belas Artes de Pontevedra, em Pontevedra
- Faculdade de Ciências (Ourense)
- Faculdade de Bioloxía
- Faculdade de Ciências do Mar
- Faculdade de Química
- Faculdade de Ciências da Educación em Ourense
- Faculdade de Ciências da Educación e do Desporto em Pontevedra
- Faculdade de CC. Económicas e Empresariais
- Faculdade de Ciências Empresariais e Turismo, em Ourense
- Faculdade de Ciências Sociais e da Comunicação - campus A Xunqueira, em Pontevedra
- Faculdade de CC. Xurídicas e do Traballo
- Faculdade de Dereito
- Faculdade de Filoloxía e Traducción
- Faculdade de História em Ourense